# Valley View University
De Valley View University (afgekort: VVU) is een instelling voor hoger onderwijs in Ghana. De hoofdcampus bevindt zich in de hoofdstad Accra, in de regio Greater Accra. De universiteit begon in 1979 en is onderdeel van een wereldwijd netwerk van meer dan 100 instellingen voor hoger onderwijs die bestuurd worden door de zevendedagsadventisten. De studies die worden aangeboden, zijn met name gerelateerd aan management, boekhouden en religie. De universiteit wordt geleid door vice-rector Prof. Dr. Daniel Buor.
De universiteit komt voor in de rankings als de nummer 8 universiteit van Ghana, nummer 295 van Afrika en nummer 12530 van de wereld, en is lid van de Vereniging van Universiteiten van het Gemenebest, de Vereniging van Afrikaanse Universiteiten, de West Africa Association of Theological Institutions en de Ghana Association of Private Tertiary Institutions.

## Geschiedenis
De West-African Union Mission of Seventh-day Adventists (sinds 2000 de Ghana Union Conference of Seventh-day Adventists) richtte in 1979 de Valley View University op in de plaats Bekwai in de regio Ashanti onder de naam Adventist Missionary College. Deze organisatie bestuurt ook nu nog de universiteit. In 1983 verhuisde de universiteit naar Adenta in de buurt van Accra, om vervolgens in 1989 weer te verhuizen, nu naar Accra. In dat jaar veranderde de naam naar Valley View College. Sinds 1983 nam de Adventist Accrediting Association de accreditatie van de universiteit voor haar rekening, totdat de Ghanese overheid dit zelf ging doen in 1997. In 1995 kreeg de universiteit een band met Griggs University in de Verenigde Staten, waardoor diploma's van die universiteit aan de VVU konden worden uitgegeven. Vanaf dat de universiteit geaccrediteerd werd door de National Accreditation Board in 1997, kon de universiteit ook eigen diploma's uit gaan geven. Het was de eerste private onderwijsinstelling die in Ghana geaccrediteerd werd. In hetzelfde jaar werd de VVU onderdeel van het Adventist University System, dat gerund wordt door de Africa-Indian Ocean Division van de zevendedagsadventisten, die hun hoofdkwartier hebben in Abidjan, Ivoorkust. In 2006 verkreeg de universiteit een Charter van de president van Ghana, waardoor de universiteit bepaalde privileges heeft gekregen.

## Campussen
De universiteit heeft de volgende campussen:
- Accra campus
- Techiman campus
- Kumasi campus (avondschool)

## Organisatie
De universiteit bestaat uit de volgende faculteiten en schools:
- Faculteit Natuurwetenschappen
- Faculteit Theologie en Zending
- Faculteit Kunsten en Sociale Wetenschappen
- School voor Bedrijfskunde

## Samenwerking
De VVU werkt samen met de volgende universiteiten:
- Griggs University, Verenigde Staten
- Sahmyook University, Zuid-Korea
- Southern Polytechnic State University, Verenigde Staten
- Adventist University of Africa, Kenia
- Hochschule Augsburg, Duitsland
- Hochschule Magdeburg, Duitsland
- Bauhaus-Universiteit Weimar, Duitsland
- Universität Hohenheim, Duitsland